# Westwood Studios
Westwood Studios — компания-разработчик компьютерных игр, основанная в 1985 году в Лас-Вегасе Бреттом Сперри и Луисом Каслом под названием Westwood Associates. После слияния с Virgin Interactive в 1992 году была переименована в Westwood Studios. В 1998 году Westwood Studios была перекуплена Electronic Arts, а в 2003 году закрыта.
Westwood Studios стала известной благодаря разработке стратегий в реальном времени, квестов и ролевых игр. Компания попала в книгу рекордов Гиннесса за продажу более 10 миллионов копий игры Command & Conquer по всему миру.

## История
Первыми проектами компании стали заказы от корпораций Epyx и Strategic Simulations (SSI) на портирование игр с 8-битных на 16-битные системы, такие как Commodore Amiga и Atari ST. Первый успех компании в мире игр для PC принёс порт «Eye of the Beholder» (1990), ролевой игры по лицензии Dungeons & Dragons, выполненный по заказу SSI. В дальнейшем компания могла себе позволить разрабатывать игры по своему вкусу.
Их первым собственным проектом стала игра «Mars Saga», разработанная по заказу Electronic Arts и изданная в 1988 году. Игры Westwood издавались также компаниями Infocom и The Walt Disney Company. В 1992 году компания была переименована в Westwood Studios и продана корпорации Virgin Interactive.
В 1992 году Westwood выпустила первую из широко известных стратегий реального времени — «Dune II: The Building of a Dynasty». Другими наиболее известными играми Westwood того времени являются квест «The Legend of Kyrandia» и RPG «Lands of Lore».
Спустя три года из-под их пера выходит RTS — «Command & Conquer» (1995) — принёсшая компании величайший в её истории коммерческий успех. Продажи сериала за всю его историю превысили 35 миллионов копий, что отмечено в Книге рекордов Гиннесса.
«Command & Conquer», «Kyrandia» и «Lands of Lore» породили многочисленные продолжения.
В 1998 году Westwood была поглощена корпорацией Electronic Arts (EA), что привело к массовым увольнениям сотрудников, не согласных с политикой нового руководства. Одна из последних игр, выпущенных Westwood — «Command & Conquer: Renegade» — объединившая элементы шутера от первого лица (FPS) и стратегия в реальном времени (RTS), не имела коммерческого успеха. В марте 2003 года Westwood Studios была закрыта, а её штат переведён на работу в студию EA Los Angeles. После закрытия Westwood Studios компания Electronic Arts продолжила разработку игр, основанных на серии Command & Conquer.
Последней игрой Westwood Studios стала массовая многопользовательская ролевая онлайн-игра «Earth & Beyond». Всего Westwood создала более полусотни игр.
Вскоре после закрытия Westwood Studios её бывшие сотрудники, не пожелавшие оставаться в Electronic Arts, основали компанию Petroglyph Games.
В марте 2012 года Луис Касл передал коллекцию, состоящую из игр компании, музею видеоигр (ICHEG).

## Избранные игры Westwood
- Battletech: The Crescent Hawk's Inception
- Blade Runner (игра по мотивам одноимённого фильма)
- Circuit's Edge (по мотивам романа Джорджа Алека Эффингера «When Gravity Fails»)
- Command & Conquer (серия игр от Tiberian Dawn до Renegade)
- DragonStrike (симулятор боёв драконов в 3D)
- Dune II
- Dune 2000
- Emperor: Battle for Dune
- Earth & Beyond
- Eye of the Beholder
  - Eye of the Beholder II: The Legend of Darkmoon
- Lands of Lore (серия игр)
- The Legend of Kyrandia (серия игр)
- Monopoly
- Nox